# Iglesia de la Santa Trinidad (Florencia)

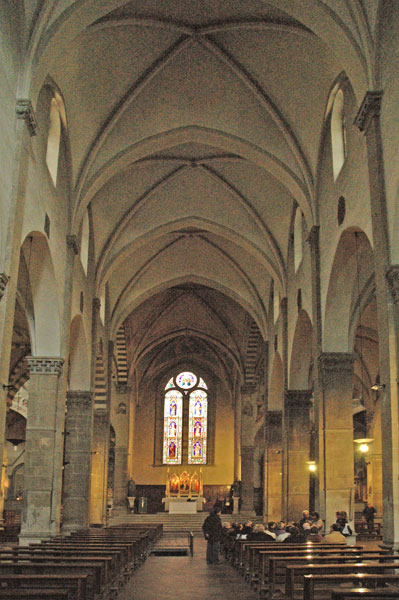
Interior de la iglesia.

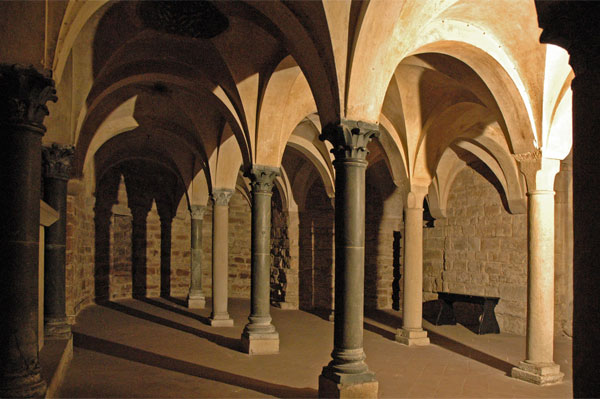
Cripta.

La iglesia de la Santa Trinidad (Santa Trinità) de Florencia se encuentra en el centro de la ciudad. Es la iglesia madre de la Orden de Vallombrosa de monjes, fundada en 1092 por un noble florentino. Cerca está el famoso Ponte Santa Trinità sobre el río Arno. La iglesia es famosa por su Capilla Sassetti, que contiene destacados frescos pintados por Domenico Ghirlandaio, que están considerados como su mejor obra y que se encuentran entre las obras maestras de la pintura del siglo XV.
La iglesia actual se construyó sobre una iglesia previa del siglo XI, en 1258–1280. Posteriormente ha sufrido varias reconstrucciones. La fachada manierista (1593–1594) fue diseñada por Bernardo Buontalenti. El relieve sobre la puerta central de la Trinidad fue esculpido por Pietro Bernini y Caccini. Las puertas de madera del siglo XVII fueron talladas para recordar los santos de la orden vallumbrosana. La Columna de la Justicia en la plaza exterior, proviene de las Termas de Caracalla, y fue un regalo a Cosme I de Médici del papa Pío IV. Se usó en 1565 para conmemorar la Batalla de Montemurlo.